# Pietro del Monte (umanista)
Pietro del Monte (Venezia, 1400 circa – Roma, 12 gennaio 1457) è stato un giurista, umanista e vescovo cattolico italiano.

## Biografia

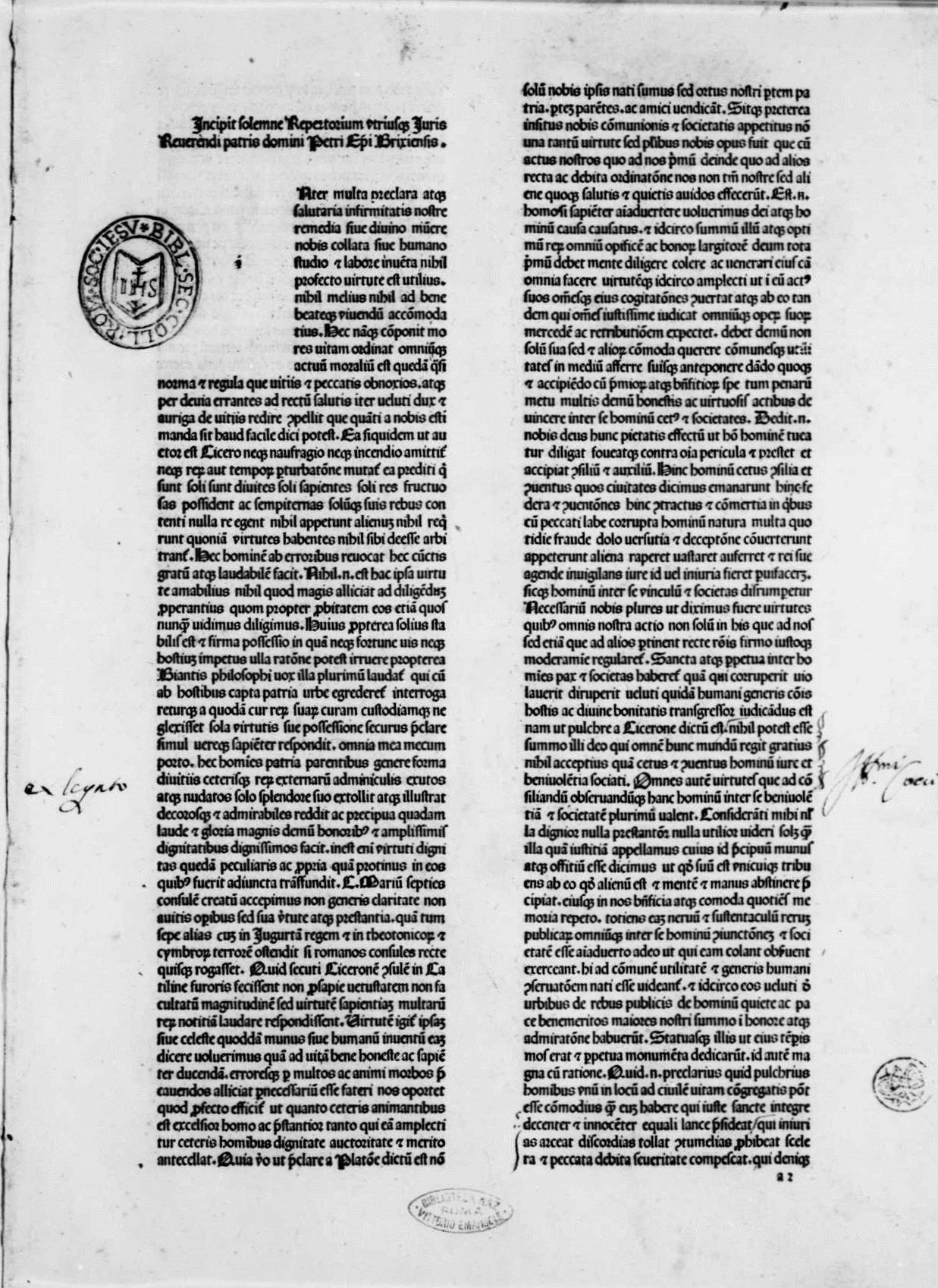
Repertorium utriusque iuris, 1480

Discepolo di Guarino Veronese, che dal 1411 aveva aperto a Venezia una scuola di greco, in seguito studiò a Parigi, dove divenne maestro di filosofia; tornato in Italia, s'iscrisse all'Università di Padova, conseguendo nel 1433 la laurea in giurisprudenza.
Nello stesso anno, nominato protonotario apostolico, fu inviato da Eugenio IV al Concilio di Basilea. Messosi in mostra per la sua cultura, fu dallo stesso consesso inviato nel 1434 a Roma, come legato apostolico, al fine di perorare la liberazione del cardinale Francesco Condulmer, nipote del pontefice, ma durante il viaggio venne imprigionato dalle milizie di Niccolò Fortebraccio.
Liberato anche grazie all'intermediazione dell'amico Francesco Barbaro, dal 1436 al 1440 fu collettore e legato pontificio in Inghilterra, Scozia e Irlanda, formando con altri umanisti un sodalizio che si mise in luce, in particolare, per la traduzione dei classici latini e greci.
Dal 1441 al 1444 fu legato in Francia, mentre nel 1442 fu nominato vescovo di Brescia (in cui però giungerà solo nel 1445), mantenendo tale ufficio sino alla morte. In contatto anche con Poggio Bracciolini, alcuni suoi commenti si stratificarono nella storia del diritto canonico. Fra i suoi scritti, pubblicati per lo più postumi, si segnalano il Monarchia in qua generalium conciliorum materia de potestate prestantia & excellentia Romani pontificis & imperatoris plenissime discutitur  (1512) e il De unius legis veritate et sectarum falsitate opus utilissimum & perspicacissimum (1522).
Fu anche nominato, da papa Niccolò V, governatore di Perugia.

## Opere
- Monarchia in qua generalium conciliorum materia de potestate prestantia & excellentia Romani pontificis & imperatoris plenissime discutitur , Lugduni, 1512, Romae 1537
- De unius legis veritate et sectarum falsitate opus utilissimum & perspicacissimum, Mediulanum, 1522.
- (LA) Repertorium utriusque iuris, Bologna, 1475.
  - (LA) Repertorium utriusque iuris, Padova, Johann Herbort, 1480.
- De potestate romani pontificis et generalis concilii (comp. 1434), Roma, 1476.
- De vitiorum inter se differentia (comp. 1438, non pubblicato), plagio dal De Avaritia di Poggio Bracciolini